# Bohouňovice II
Bohouňovice II (německy Bohaunowitz II) jsou vesnice v okrese Kolín, součást obce Horní Kruty. Nachází se jeden kilometr jihovýchodně od Horních Krut. Bohouňovice II jsou také název katastrálního území o rozloze 5,39 km².

## Historie
První písemná zmínka o vesnici pochází z roku 1390.

## Další fotografie

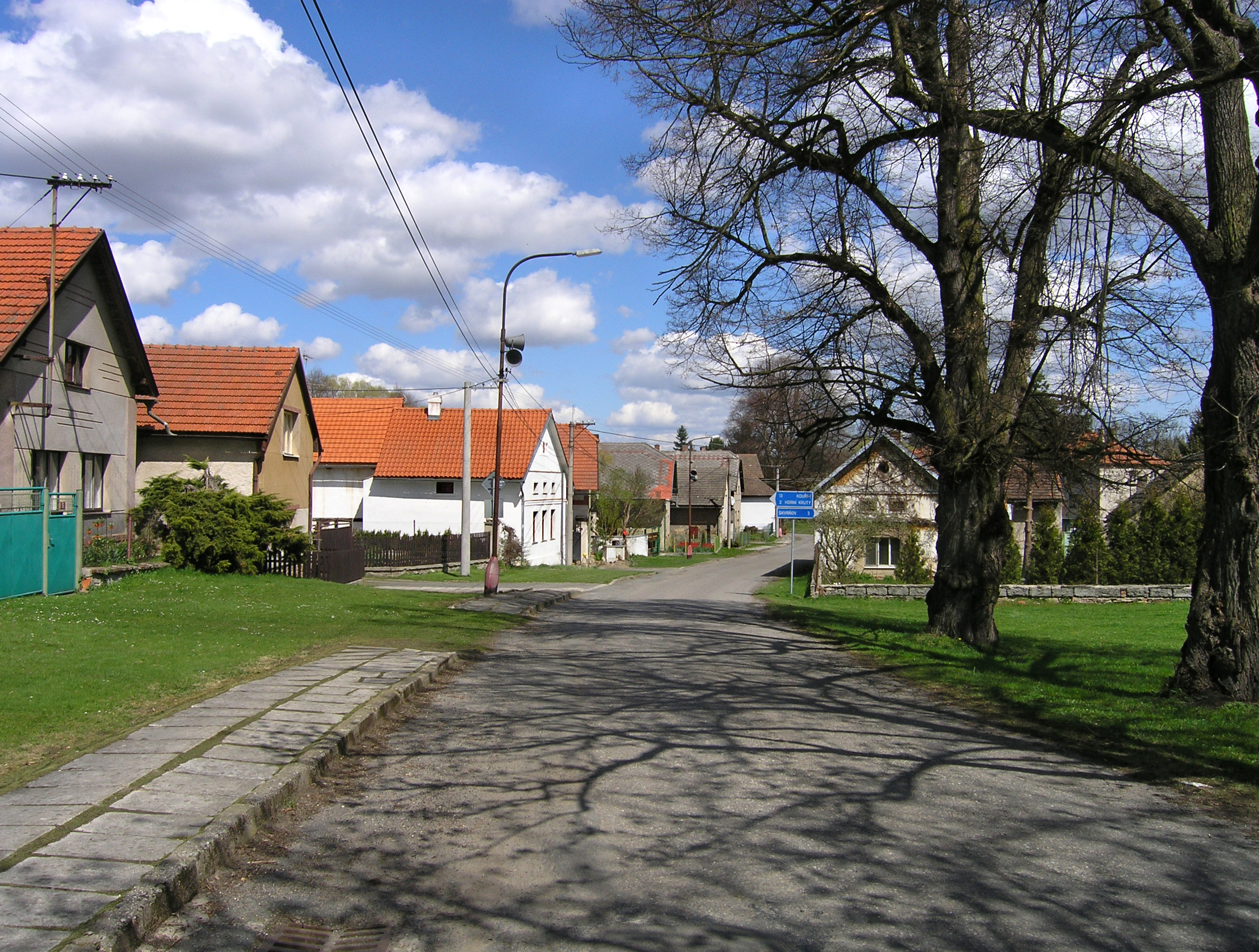
Silnice mezi horní a spodní návsí
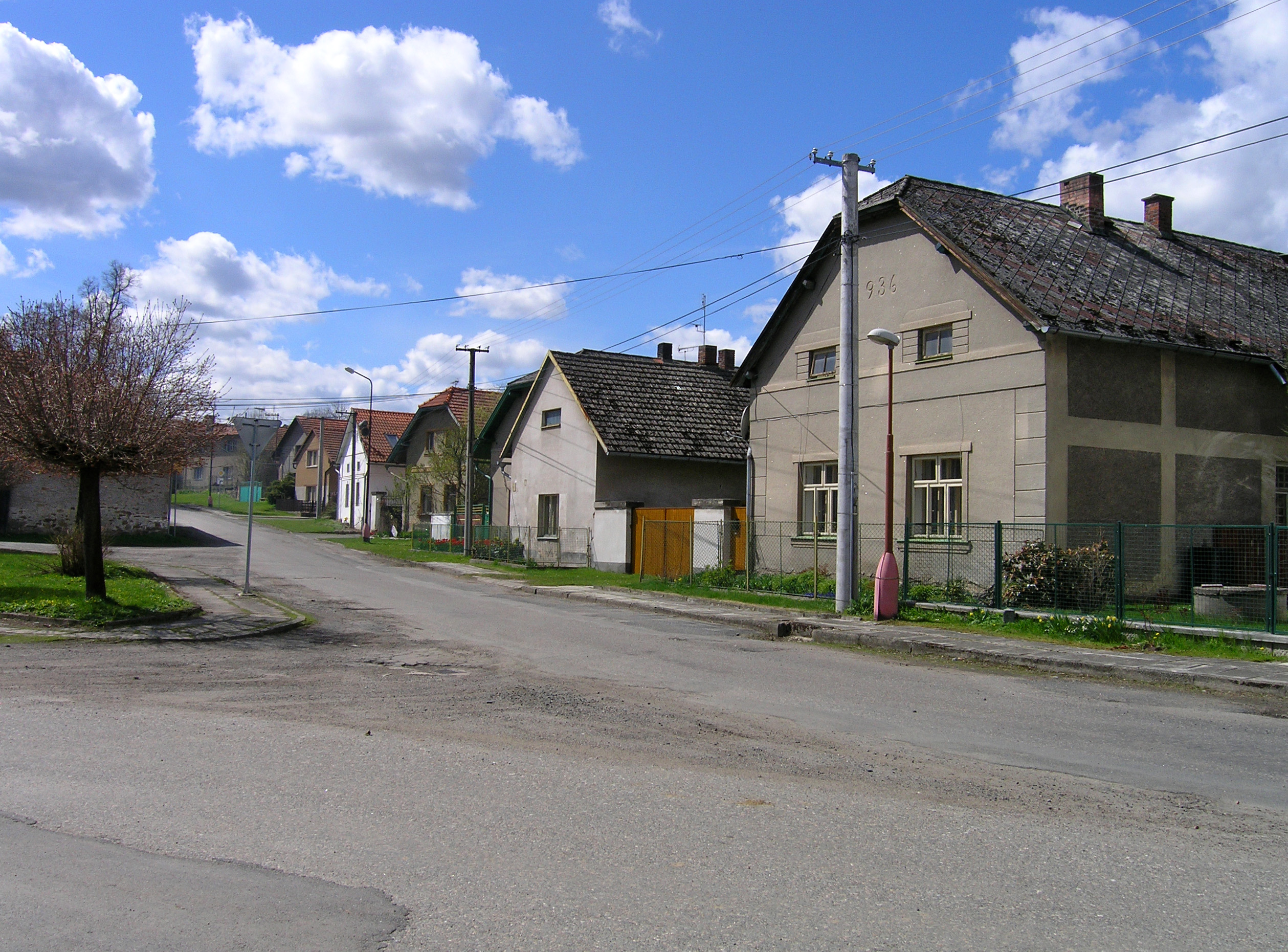
Dolní náves
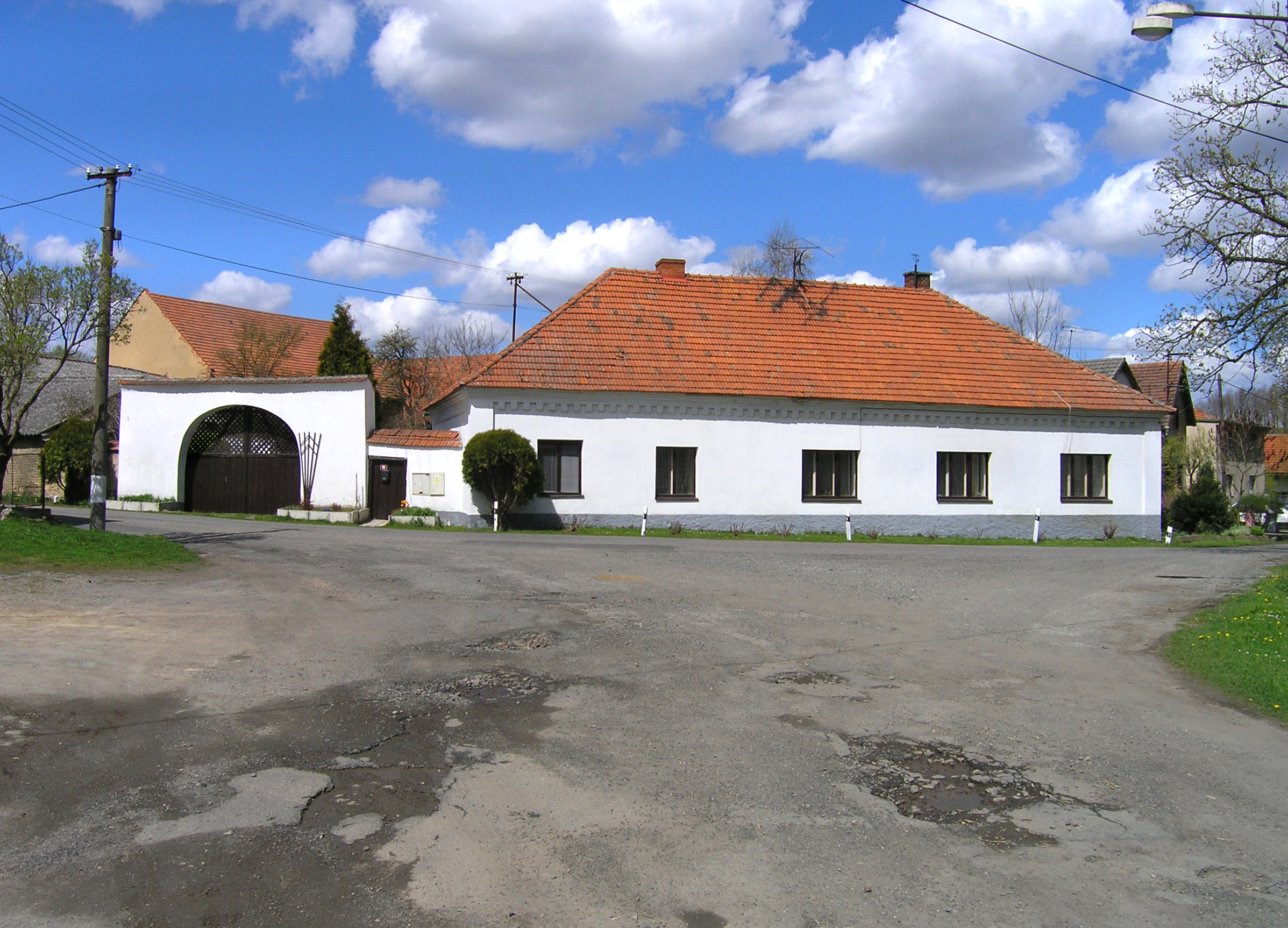
Bývalý statek